# Mungrisdale
Mungrisdale är en by och en civil parish i Cumbria i England. Orten har 284 invånare (2001). Den har en kyrka.